# Partido de Lanús
Lanús es uno de los 135 partidos de la provincia argentina de Buenos Aires. Forma parte del aglomerado urbano conocido como Gran Buenos Aires, donde se ubica en la zona sur.
Limita con la ciudad de Buenos Aires, de la que la separa el Riachuelo, y con los partidos de Avellaneda, Quilmes y Lomas de Zamora. Su ciudad cabecera es Lanús, aunque en su origen era la localidad de Villa General Paz.

## Historia
Antes de la conquista española, en las tierras ocupadas hoy por el partido de Lanús se encontraban tribus pampas y guaraníes. Reciben el nombre de "pampas" el conjunto de indígenas que habitaban las inmensas llanuras de las que tomaron su nombre. Eran nómadas, se alimentaban de la caza y de la recolección. Para la caza y también para la guerra utilizaban el arco y la flecha y sobre todo, la boleadora.
Respecto a los guaraníes, el grupo que habitaba el estuario del Plata se denominaba "Guaraníes de las Islas". Navegaban en grandes canoas, usando como armas la macana, el arco y la flecha; sin embargo su estilo de vida era sedentario, hilaban y tejían con algodón y otras fibras vegetales, también eran buenos ceramistas. A su llegada los españoles los hallaron establecidos en la costa rioplatense del actual partido de Avellaneda y en las inmediaciones del hoy Puente de la Noria, donde en varias oportunidades se encontraron vestigios de su paradero, en especial restos cerámicos.

### Época colonial
En 1536 se produce la primera fundación de Buenos Aires que, según el historiador S.J. Guillermo Furlong, se habría realizado en las inmediaciones del Paso de Burgos, donde hoy está el puente Alsina. De acuerdo con este estudio podríamos considerar que en Lanús se fundó la más antigua población de la futura Argentina. La misma tuvo poca vida y solamente se estableció definitivamente en 1580 cuando Juan de Garay fundó por segunda vez la ciudad.
De acuerdo con las órdenes de la Corona, Juan de Garay realizó los primeros repartos de tierras con el objeto de fomentar población estable, de allí que se exigiera establecer residencia durante cinco años; de lo contrario podría la autoridad repartirlas nuevamente. Las tierras del actual partido de Lanús participaban entonces del pago de la Magdalena, del de La Matanza y del paraje intermedio entre ambos, llamado pago del Riachuelo. Los primeros propietarios de tierras en el distrito fueron Juan Torres de Vera y Aragón, conocida también su propiedad como la Estancia del Adelantado, que por no cumplir con el requisito antes mencionado fueron repartidas luego entre distintos pobladores, la ensenada de Juan Ruiz, Luis Gaitán y Pedro de Jerez.

### Época de la Independencia
Hacia 1856, la población total del distrito se estimaba en 5.099 habitantes, de los cuales solamente 2.444 eran criollos; de los demás 819 eran franceses, 528 españoles, 496 italianos, 247 británicos, 217 alemanes, etc. Sus principales fuentes de trabajo eran los saladeros, que eran trece, y las granjas. En todo el partido había diez panaderías, nueve verdulerías, doce carnicerías, ocho carretas de venta de carne en la campaña, veintidós tiendas, noventa y seis pulperías, trece fondas y doce billares. En todo el partido había 19 casas de alto y 203 de una sola planta; 1.217 eran ranchos de ladrillo, de quincho y de tabla, con techos de paja, ripia y zinc. Había seis establecimientos de enseñanza y dos capillas: la de Nuestra Señora del Tránsito o de los Grigera en las Lomas y la de Nuestra Señora del Rosario o del italiano en Barracas al Sur.

### Autonomía: La definitiva separación del partido de Avellaneda
Los proyectos de autonomía del partido son de larga data. Finalmente se logró el objetivo con el surgimiento de la denominada "Unión Vecinal Autonomista", cuyos integrantes usaban como distintivo el N.º 111 y gestionaron hasta recibir la noticia de la tan ansiada autonomía.
El partido de Lanús se inició como tal el 1 de enero de 1945, correspondiéndole el número 111 de los Partidos de la provincia de Buenos Aires, a través del Decreto de-facto N.º 3321 del 29 de septiembre de 1944, siendo designado intendente el señor Juan Ramón Piñeiro en carácter de comisionado municipal. De esta forma, se independizó del partido de Avellaneda, al que pertenecía hasta ese momento, con la denominación de 4 de Junio, en homenaje a la Revolución de 1943, por iniciativa del Presidente de la Nación, General Edelmiro Julián Farrell, nativo de Villa de los Industriales en Lanús Oeste. Poco después otro decreto del 13 de junio de 1945 amplió su jurisdicción con la anexión de Remedios de Escalada, famoso por sus talleres ferroviarios, que pertenecía al partido de Lomas de Zamora.
El 19 de octubre de 1955 la dictadura autodenominada Revolución Libertadora modifica el nombre de 4 de Junio por el de Lanús, que se mantiene en la actualidad, debido a que la fecha coincidía con la asunción de Perón a la presidencia en 1946.
El primer periódico local fue La Comuna, fundado en 1910. La biblioteca Juan Bautista Alberdi fue creada nueve años después. En la actualidad cuenta con 22.000 volúmenes; mientras que la municipal, de 1949, suma 11 000 ejemplares entre libros y revistas.
En noviembre de 1986, fue inaugurado en Gerli la plazoleta Héroes de Malvinas, en la que se encuentran emplazados un avión y un cañón mirando hacia las Islas Malvinas, en homenaje a los caídos durante la guerra.

Lanús cuenta, además, con el destacado Hospital Interzonal General de Agudos Evita, fundado el 30 de agosto de 1952, en donde se reciben pacientes de otros partidos del conurbano y las clínicas privadas Modelo y Estrada, ambas con capacidad de internación de alta complejidad.

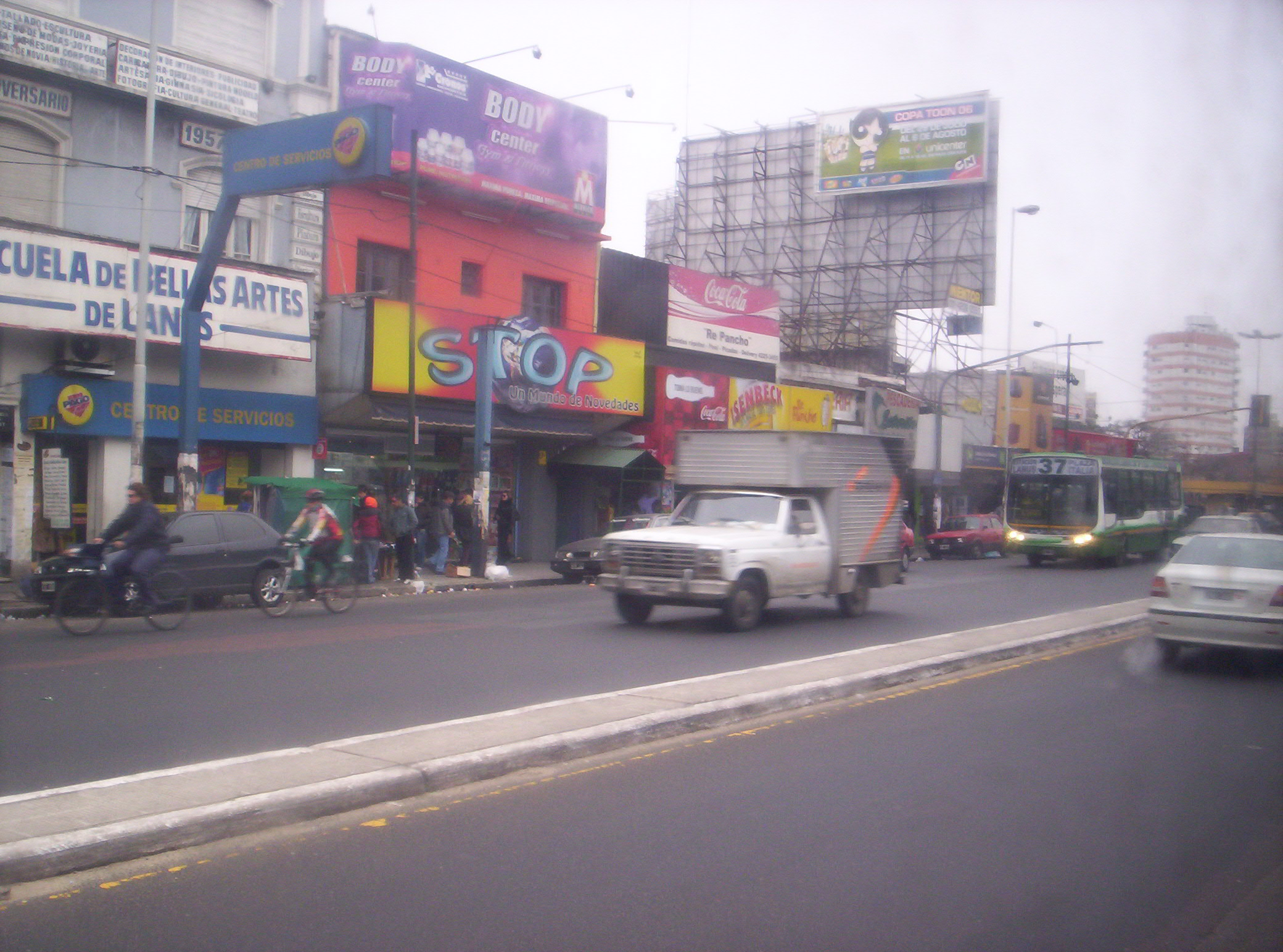
Avenida Hipólito Yrigoyen en zona comercial lindera a la estación ferroviaria homónima al partido.

Desde la restauración democrática en 1983, gobernó como intendente Manuel Quindimil, quien había ocupado ese cargo previamente, durante el período 1973-1976. El largo período de Quindimil al frente de la intendencia llegó a su fin en las elecciones del 28 de octubre de 2007, al perder las elecciones ante Darío Díaz Pérez, del Frente para la Victoria este fue reelecto en 2011. En las elecciones del 25 de octubre de 2015, Néstor Grindetti perteneciente al partido Propuesta Republicana se consagró como intendente electo, renovó el mandato en 2019. En las elecciones del 22 de octubre de 2023, el peronismo recuperó el distrito después de 8 años de macrismo, el camporista Julián Álvarez de Unión por la Patria fue elegido intendente.

## Toponimia

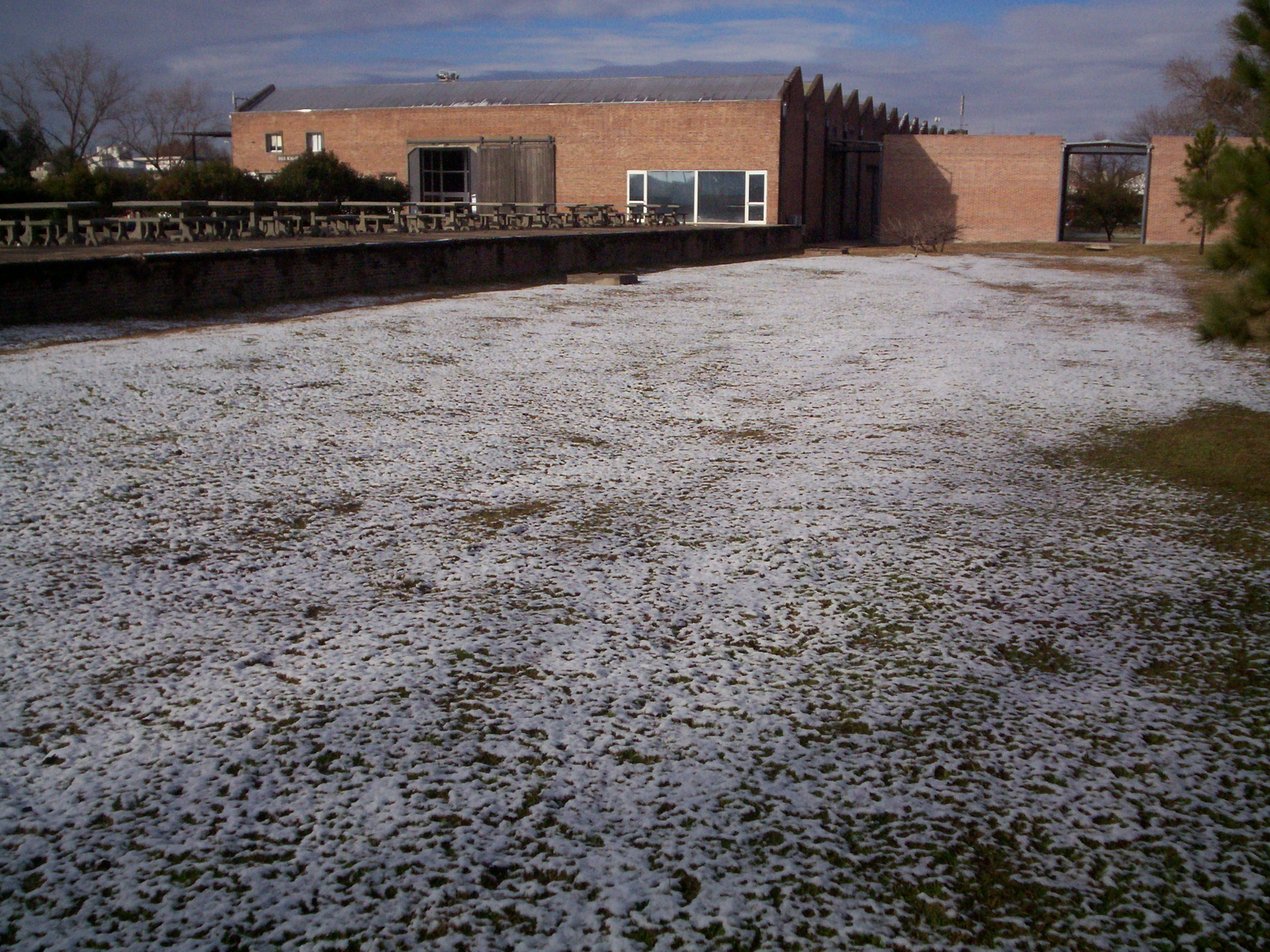
Edificio Scalabrini Ortiz, de la Universidad Nacional de Lanús, tras la nevada del 9 de julio de 2007.

Se lo deben a los hermanos Anacarsis y Juan Lanús. Anacarsis adquirió tierras en el corazón del partido en 1854, al terrateniente Ezequiel R. Parisi y contribuyó a la formación del pueblo y la estación de ferrocarril en 1865, construyendo la iglesia de "Santa Teresa" que funciona junto a una escuela. Algunas tierras las dejó a su hermano Juan, y juntos donaron los terrenos de la estación del entonces Ferrocarril del Sud, hoy FC Gral. Roca.
El nombre original del partido de Lanús fue 4 de junio. Este nombre proviene de la fecha del golpe militar de 1943 que llevó a la presidencia al General Edelmiro Julián Farrell, nativo de Lanús.
El nombre "Partido 4 de junio" fue cambiado definitivamente por el actual "Partido de Lanús" durante el gobierno de facto que tomó el poder en 1955.

## Educación
Lanús cuenta con más de un centenar de establecimientos educativos públicos y privados. La Universidad Nacional de Lanús se creó en 1995 ubicándose su sede en Remedios de Escalada, en los viejos talleres reciclados y cedidos por el Ente Nacional de Bienes Ferroviarios. Cinco años después se inauguró el Centro Interactivo de Ciencia y Tecnología Abremate.

## Entidades deportivas

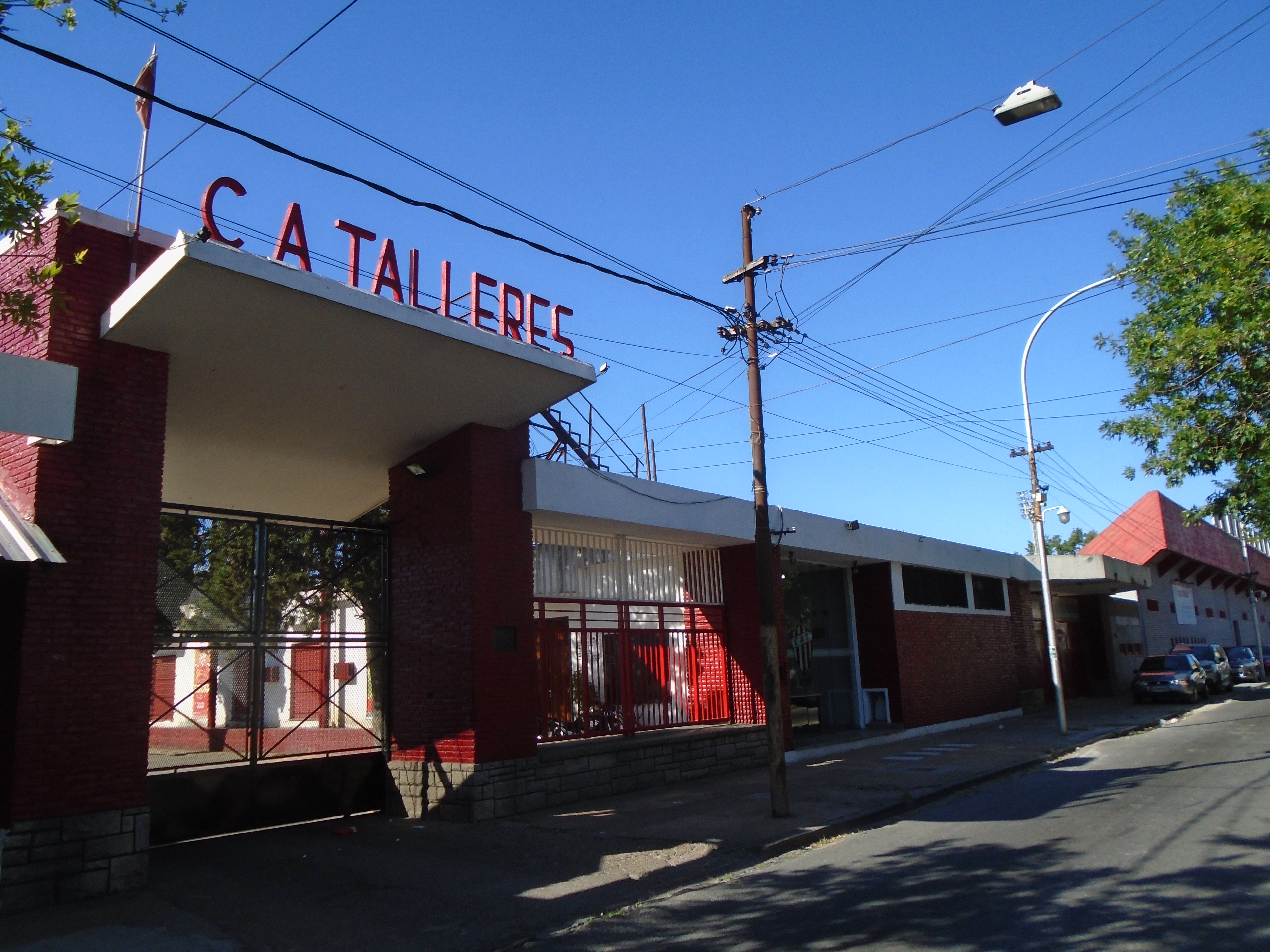
Club Atlético Talleres (Remedios de Escalada).

El Club Atlético Talleres fue creado el 1 de junio de 1906, siendo la entidad deportiva más antigua del distrito. Es uno de los clubes más antiguos de la Argentina y es miembro fundador del profesionalismo. Actualmente participa en La Primera Nacional (segunda división del fútbol argentino).
El Club Atlético Lanús, fundado en 1915, es el más importante del municipio; su sede principal está situada en la Av. 9 de Julio, Lanús Este, y su estadio se encuentra en la intersección de las calles Héctor Guidi y Ramón Cabrero. En fútbol, conquistó dos campeonatos en la primera división de Argentina (Torneo Apertura 2007 y Torneo Transición 2016) dos copas Nacionales (Copa del Bicentenario 2016 ante Racing Club y la Supercopa Argentina 2017 ante River Plate), la Copa Presidente de la Nación Juan Domingo Perón (Copa Juan Domingo Perón 1955), y dos títulos internacionales (Copa Conmebol 1996 y Copa Sudamericana 2013). Además fue subcampeón de la Copa Libertadores de América edición 2017.
El Club El Porvenir fue fundado en el barrio de Villa Porvenir, también conocido como La Mosca, dentro del Partido de Avellaneda, en 1915, pero hoy sus instalaciones funcionan en la ciudad de Gerli, en estrecha cercanía del viaducto General Paz.
El Club Atlético Victoriano Arenas, fundado en 1928, tiene su sede en Valentín Alsina, mientras que su estadio, el «Saturnino Moure», está ubicado detrás de la fábrica SIAM, en las cercanías del Riachuelo, en una zona que pertenece topográficamente a la ciudad de Buenos Aires. El club goza de una amplia trayectoria en las categorías de ascenso de la Asociación del Fútbol Argentino, y en la difusión del taekwondo.
El Club Social y Deportivo Progresista, fundado en 1902, tiene su sede en la localidad de Piñeyro pero tuvo su campo de juego en Gerli. Es reconocido por haber participado en las categorías de ascenso de la Asociación del Fútbol Argentino y en sus predecesoras.

## Localidades
El partido de Lanús está dividido en seis localidades (entre paréntesis el porcentaje de superficie que ocupa cada una) 
- Gerli (8%)
- Lanús Oeste (30%)
- Lanús Este (13%)
- Monte Chingolo (16%)
- Remedios de Escalada (21%)
- Valentín Alsina (12%)

## Barrios
- Barracas al Sur
- Lanús
- Los Talleres
- Monte Chingolo
- Paso Chico
- Paso de Burgos
- Pescopagano
- Valentín Alsina
- Gerli
- Villa Albariños
- Villa Angélica
- Villa Argerich
- Villa Atlántida
- Villa Besada
- Villa Caraza
- Villa Constitución
- Villa de la Colonia
- Villa de las Higueritas
- Villa de los Industriales
- Villa de los Trabajadores
- Villa del Valle
- Villa Diamante
- Villa Edén Argentino
- Villa Fischer
- Villa General Arias
- Villa General Balcarce
- Villa General Belgrano
- Villa General Güemes
- Villa General Paz
- Villa General San Martín
- Villa Independencia
- Villa Internacional
- Villa Jardín
- Villa Libertad
- Villa Mauricio
- Villa Obrera
- Villa Ofelia
- Villa Santa María
- Villa 1.º de Mayo
- Villa Progreso
- Villa Remedios de Escalada
- Villa Sarmiento
- Villa Spinola
- Villa Barceló
- Villa Urquiza

Villa General Paz
El barrio fue fundado el 20 de octubre de 1888 por Guillermo F. Gaebeler, quien adquirió una porción de campo donde luego él mismo crearía el pueblo. Su nombre lo debe al general José María Paz, férreo luchador unitario en los tiempos de Rosas.
Actualmente tiene un total de 41 barrios que se pueden encontrar junto a su mapa en la página del municipio.

## Geografía
Las tierras del partido de Lanús integran, en su casi totalidad, la cuenca hidrográfica del río de la Matanza, modesto afluente del Plata, pero eje de un extenso sistema de arroyos y lagunas y cuyo curso, originalmente serpenteante, corría en un lecho de barro y tosca, de poca profundidad, a través de un suelo aluvional, anegadizo y salitroso, que fuera en épocas prehistóricas un brazo del mar que ocupaba todo el estuario del Plata y que cubría casi todo el actual municipio de Avellaneda, la mayor parte de Lanús y amplias zonas de la capital federal, de Lomas de Zamora, Esteban Echeverría y La Matanza. Los arroyos y las lagunas tienen cauces de poca hondura, lechos barrosos, contornos inundables, aguas frecuentemente turbias y generalmente mansas.
La vegetación de la época prehispánica era muy poco variada y se componía principalmente de ceibos, sauces colorados, sarandíes negros, juncos, cañas, duraznillos blancos, tan característicos de las zonas húmedas.
La geografía del partido es, en general, muy llana y alcanza los 10 m s. n. m. solamente en zonas linderas con la comuna de Lomas de Zamora, como lo son Remedios de Escalada y Villa Barceló. La cota de nivel de la estación Lanús es de 7,50 m s. n. m. y esta podría considerarse aproximadamente como la altura media del distrito ya que otras zonas, como Valentín Alsina, están solo a 5 m s. n. m. y algunos sectores todavía a menos.

### Población
Según los resultados definitivos del censo de 2022 la población del partido alcanza los 461.267 habitantes.
Según datos del censo 2010 el partido tiene 459 263 habitantes (Indec, 2010) (218 873 varones y 240 390 mujeres), lo que lo sitúa como la quinta unidad más poblada del conurbano. Con 10 077,78 hab/km² es el distrito más densamente poblado de Argentina, después de la ciudad de Buenos Aires. Esta cantidad representa un 0,09% más que la de 2001.

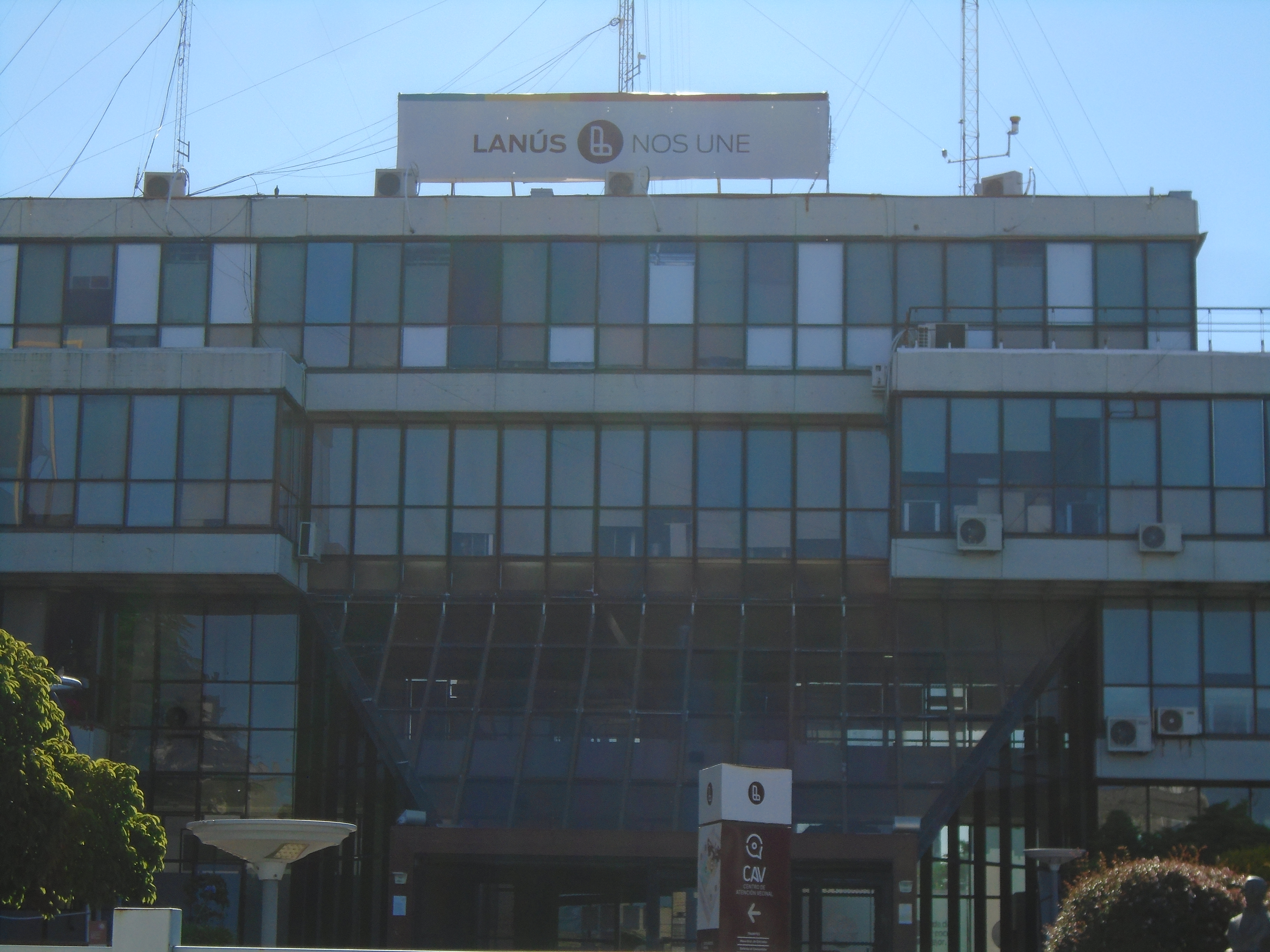
Edificio de la Municipalidad de Lanús

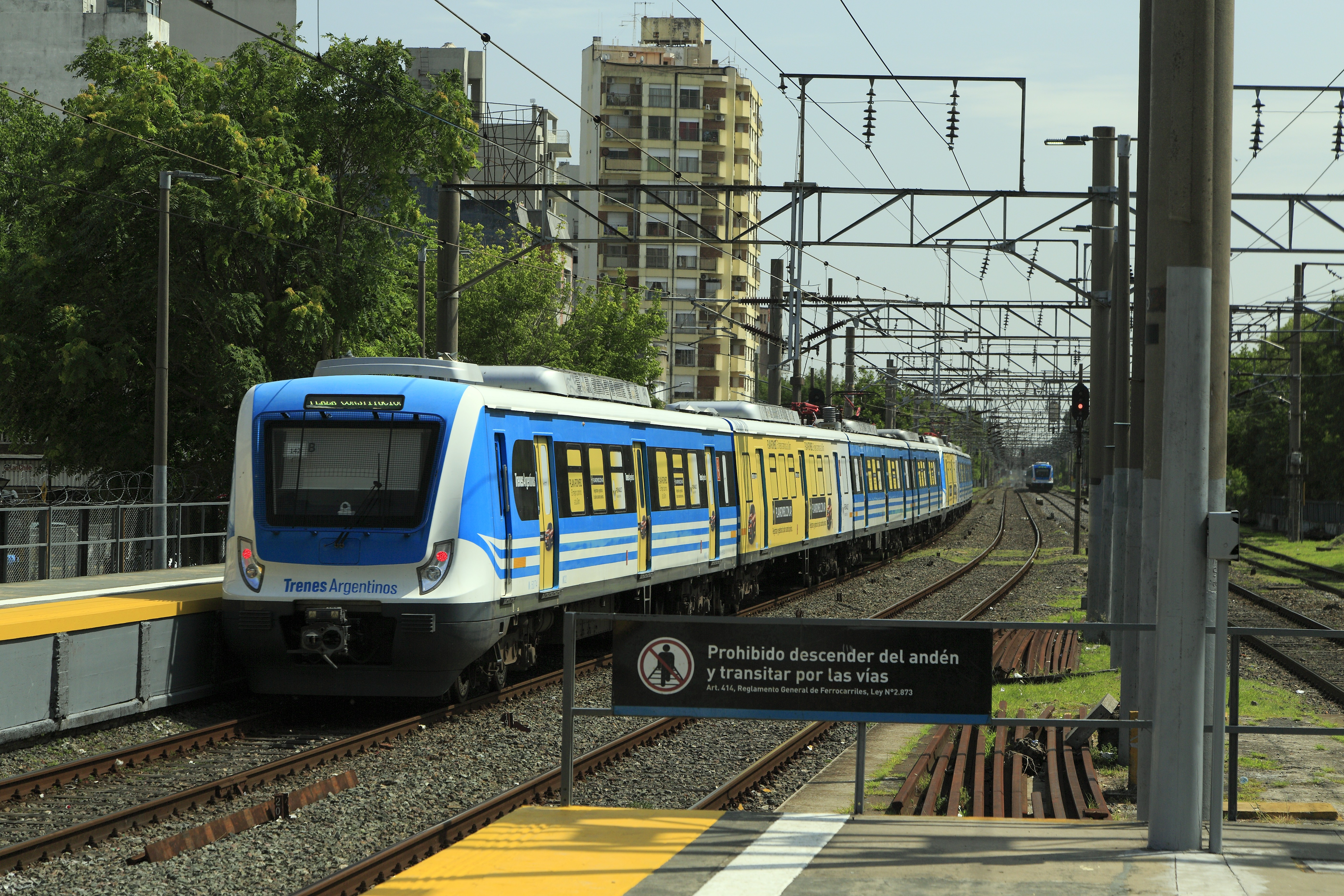
Estación Lanús del FFCC Roca.

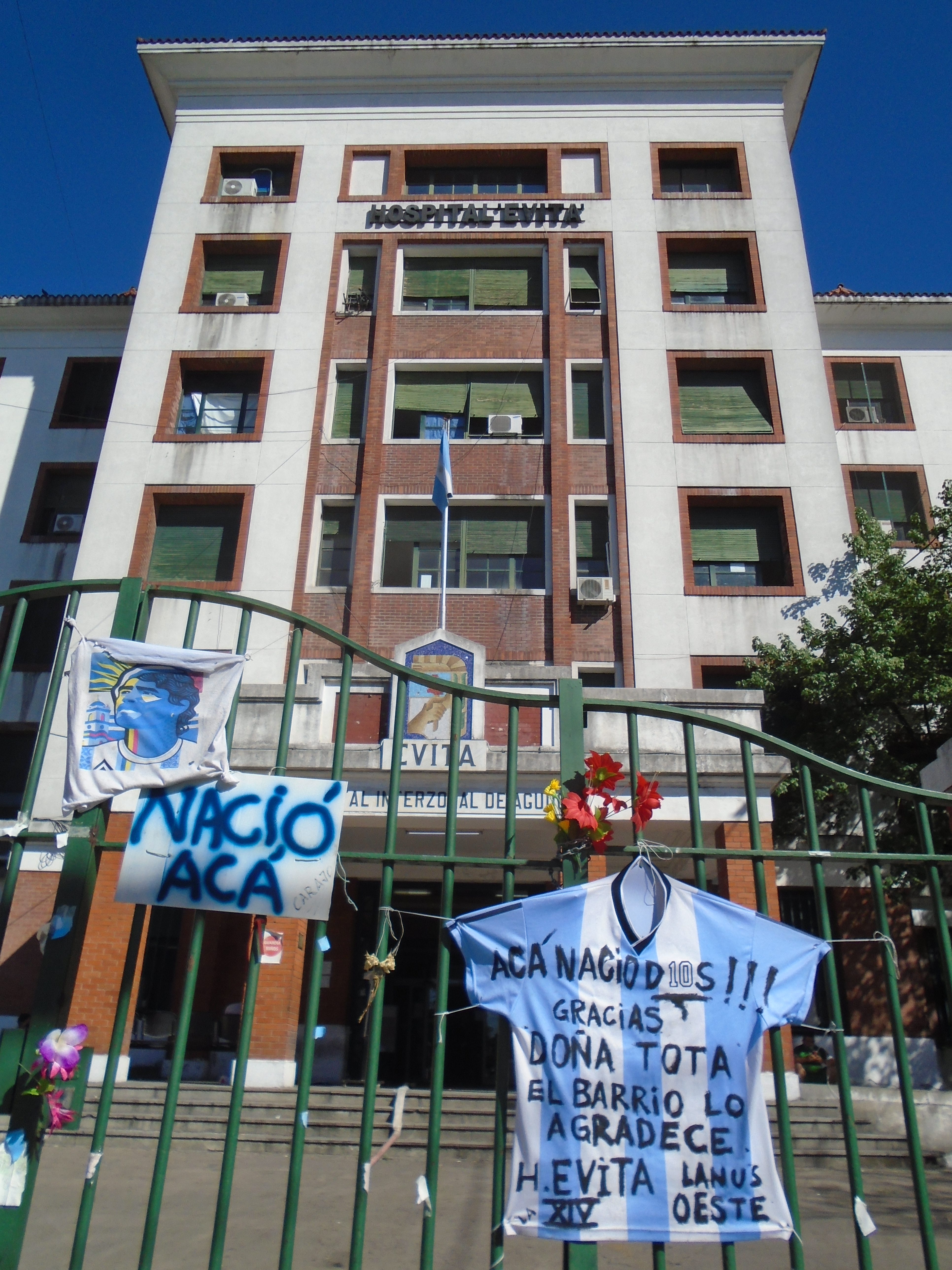
Hospital Evita, donde nació Diego Armando Maradona en 1960 (Lanús Oeste).

| Gráfica de evolución demográfica de Partido de Lanús entre 1947 y 2022 |
|                                                                        |
| Fuente: censos nacionales del INDEC                                    |

## Gobierno y política

### Intendentes
Nómina de intendentes municipales, desde el 1 de enero de 1945.
- Juan Ramón Piñeiro, comisionado del 1 de enero de 1945 al 16 de enero de 1946
- Enrique Casanova, comisionado del 17 de enero de 1946 al 21 de noviembre de 1946
- Francisco Licciardi, comisionado del 22 de noviembre de 1946 al 13 de junio de 1947
- Alberto Rocamora, comisionado del 14 de junio de 1947 al 5 de noviembre de 1947
- Francisco Ramospé, comisionado del 6 de noviembre de 1947 al 30 de abril de 1948
- Bernardo Gago, primer intendente electo, del 1 de mayo de 1948 al 30 de abril de 1952
- Adrián Gayol, comisionado del 1 de mayo de 1952 al 22 de mayo de 1953
- Miguel Osinde, comisionado del 23 de mayo de 1953 al 1 de agosto de 1954
- Julio Barbiero, comisionado del 2 de agosto de 1954 al 30 de abril de 1955
- Ángel Rodríguez Flores, comisionado del 1 de mayo de 1955 al 29 de septiembre de 1955
- José Agulla, comisionado del 30 de septiembre de 1955 al 15 de marzo de 1956
- Miguel de la Serna, comisionado del 16 de junio de 1956 al 16 de febrero de 1957
- Ricardo Tarsitano, comisionado del 17 de febrero de 1957 al 6 de marzo de 1957
- Enrique Domenech, comisionado del 7 de marzo de 1957 al 30 de abril de 1957
- Santiago Gorgoza, electo del 1 de mayo de 1958 al 30 de marzo de 1960
- Luis Gómez, electo del 31 de marzo de 1960 al 16 de junio de 1960
- Mario Ismael Atencio, comisionado del 17 de junio de 1960 al 27 de junio de 1960
- Jaime Streger, comisionado del 28 de junio de 1960 al 6 de agosto de 1960
- Luis Gómez, comisionado del 7 de agosto de 1960 al 9 de agosto de 1960
- Jacinto Defelippe, electo del 10 de agosto de 1960 al 30 de abril de 1962
- Aldo Polleschi, comisionado del 1 de mayo de 1962 al 14 de enero de 1963
- Osvaldo Braga, comisionado del 15 de enero de 1963 al 20 de mayo de 1963
- Rubén Santacruz, comisionado del 21 de mayo de 1963 al 11 de octubre de 1963
- Miguel Monserrat, electo del 12 de octubre de 1963 al 20 de junio de 1966
- Héctor Modesto Ortiz, comisionado del 21 de junio de 1966 al 28 de julio de 1966
- Alfredo Cirulli, comisionado del 29 de julio de 1966 al 23 de noviembre de 1969
- Carlos Alfredo Cazenave, comisionado del 24 de noviembre de 1969 al 4 de mayo de 1970
- Miguel Pedro Monserrat, comisionado del 5 de mayo de 1970 al 24 de mayo de 1973
- Manuel Quindimil, electo del 25 de mayo de 1973 al 3 de mayo de 1976
- Hugo Omar Elizalde, comisionado del 4 de mayo de 1976 al 6 de septiembre de 1979
- Gastón Pérez Izquierdo, comisionado del 7 de septiembre de 1979 al 13 de enero de 1982
- Juan De Vicenzi, comisionado del 14 de enero de 1982 al 18 de enero de 1982
- Roberto Di Iorio, comisionado del 19 de enero de 1982 al 2 de agosto de 1982
- Carlos Gregotti, comisionado del 3 de agosto de 1982 al 2 de diciembre de 1982
- Pascual Rotili, comisionado del 3 de diciembre de 1982 al 27 de enero de 1983
- Osvaldo Carpintero, comisionado del 28 de enero de 1983 al 10 de diciembre de 1983
- Manuel Quindimil, electo del 11 de diciembre de 1983 al 22 de mayo de 1984
- Mario Moschino, comisionado del 23 de mayo de 1984 al 21 de julio de 1984
- Manuel Quindimil, electo del 22 de julio de 1984 al 10 de diciembre de 1987
- Manuel Quindimil, electo del 11 de diciembre de 1987 al 11 de diciembre de 1991
- Manuel Quindimil, electo del 11 de diciembre de 1991 al 11 de diciembre de 1995
- Manuel Quindimil, electo del 11 de diciembre de 1995 al 11 de diciembre de 1999
- Manuel Quindimil, electo del 12 de diciembre de 1999 al 11 de diciembre de 2003
- Manuel Quindimil, electo del 12 de diciembre de 2003 al 11 de diciembre de 2007
- Darío Díaz Pérez, electo del 12 de diciembre de 2007 al 11 de diciembre de 2011
- Darío Díaz Pérez, electo del 12 de diciembre de 2011 al 10 de diciembre de 2015
- Néstor Grindetti, electo del 11 de diciembre de 2015 al 10 de diciembre de 2019
- Néstor Grindetti, electo del 11 de diciembre de 2019 al 13 de abril de 2023
- Diego Kravetz, interino del 14 de abril de 2023 al 7 de diciembre de 2023
- Julián Álvarez, electo del 7 de diciembre de 2023 al 10 de diciembre de 2027

Fuente: Municipalidad de Lanús.

### Concejo deliberante de Lanús
| Bloques | Bloques                    | Integrantes (2023-2025) |
| ------- | -------------------------- | ----------------------- |
|         | Unión por la Patria        | 10                      |
|         | Juntos por Lanús           | 9                       |
|         | La Libertad Avanza         | 2                       |
|         | Unión Cívica Radical       | 2                       |
|         | Lanús Peronismo Bonaerense | 1                       |